# Pedro López de Ayala
Pedro (Pero) López de Ayala (Vitoria, 1332 – Calahorra, 1407) è stato un poeta e scrittore spagnolo.
Visse in un periodo burrascoso per la Spagna, durante i primi regnanti Trastámara, e si impegnò a fondo nella vita politica. La sua opera più importante fu il Rimado de palacio (Rimeria di palazzo), poema di circa 8200 versi in monorima a quattro strofe per volta, che si svolge principalmente su temi etici, religiosi e sociali. Venne composto parzialmente nel carcere di Oviedo, dove López de Ayala venne imprigionato per qualche anno, ed affrontava anche i limiti e le mancanze della politica del suo tempo. 
Vanno ricordate anche le sue quattro Cronicas (Cronache), composte negli ultimi anni della sua vita e riguardanti il periodo dei regni di Pietro I di Castiglia, Enrico II di Castiglia, Giovanni I di Castiglia e Enrico III di Castiglia.
Unanimemente considerato l'iniziatore, in Spagna, dell'Umanesimo, tradusse in spagnolo numerosi testi di Tito Livio, Boezio, Guido delle Colonne e Boccaccio.

## Opere
- Rimado de palacio, Rimeria di palazzo, componimento in strofe
- Cronicas, Cronache, opera storica